# ایرمارک اندونزی
ایرمارک اندونزی (به انگلیسی: Airmark Indonesia) یک شرکت هواپیمایی با کد یاتا AI است که در تاریخ ۱۹۹۸ میلادی تأسیس شده است. دفتر مرکزی ایرمارک اندونزی در جاکارتا، اندونزی واقع شده‌است و قطب این شرکت هواپیمایی در جاکارتا قرار دارد.